# Cá sấu sông Nin
Cá sấu sông Nin, tên khoa học Crocodylus niloticus là một loài cá sấu trong họ Crocodylidae. Loài này được Laurenti mô tả khoa học đầu tiên năm 1768. Chúng là loài cá sấu châu Phi lớn nhất và là động vật ăn thịt thượng hạng trong khu vực sinh sống của chúng, là khu vực bao gồm phần lớn miền nam sa mạc Sahara cũng như đảo Madagascar. Được biết đến như là động vật ăn thịt người, chúng vừa bị ghét vừa được sùng kính, đặc biệt là ở Ai Cập cổ đại khi mà các con cá sấu đã được ướp xác và tôn thờ như là thánh thần. Trong khi chúng chưa bị đe dọa tuyệt chủng thì quần thể tại nhiều quốc gia vẫn đang bị nguy hiểm do số lượng sụt giảm.

## Đặc điểm
Chuyên khảo lớn và hiện đại đầu tiên về cá sấu là Các kết quả khoa học về yêu cầu trong sinh thái học và địa vị kinh tế của cá sấu sông Nin (Crocodilus niloticus) ở Uganda của Hugh B. Cott. Kích thước, danh tiếng, phạm vi sinh sống rộng và quan hệ với loài người của chúng vẫn tiếp tục làm cho chúng nổi tiếng hơn cả trong các loài cá sấu.
Giống như mọi loài cá sấu khác, chúng là động vật tứ chi với 4 chân ngắn và bàn chân bẹt; đuôi dài và rất khỏe; da có vảy với các hàng mai hóa xương chạy dọc theo lưng và đuôi của chúng; và các quai hàm khỏe. Chúng có màng nhầy để bảo vệ mắt của mình, và mặc dù có huyền thoại "về nước mắt cá sấu" nhưng chúng có tuyến lệ và có thể làm vệ sinh mắt bằng nước mắt.
Các lỗ mũi, mắt và tai nằm ở phần đỉnh của đầu chúng, vì thế các phần còn lại của cơ thể có thể che giấu dưới nước. Màu sắc cũng giúp chúng ngụy trang rất tốt: Những con non có màu xám, xanh ôliu sẫm hoặc nâu, với các dải màu nằm ngang sẫm hơn tên cơ thể và đuôi. Khi chúng trưởng thành thì màu của chúng sẫm hơn và các dải màu nằm ngang mờ dần đi, đặc biệt là các dải màu trên cơ thể. Lớp da dưới bụng màu vàng và được sử dụng để chế tạo da cá sấu chất lượng cao.
Cá sấu sông Nin thông thường trườn dọc theo bụng của chúng, nhưng chúng có thể "nhảy cao". Các cá thể nhỏ hơn có thể phóng nhanh, và thậm chí cả các cá thể lớn hơn cũng có khả năng tăng tốc độ đột biến đáng ngạc nhiên, đạt tới 12–14 km/h (7,5-8,5 dặm/h). Chúng có thể bơi khá nhanh bằng cách chuyển động cơ thể và đuôi của chúng theo đường hình sin, và chúng có thể duy trì kiểu chuyển động này khá lâu.
Chúng có tim 4 ngăn, giống như chim, điều đó rất có hiệu quả trong việc chuyên chở và cung cấp oxy cho máu của chúng. Thông thường chúng chỉ lặn trong vài phút, nhưng có thể ẩn mình dưới nước tới 30 phút nếu gặp nguy hiểm, và nếu chúng ngừng hoạt động thì có thể giữ cho hơi thở kéo dài tới 2 giờ dưới nước. Chúng có sự trao đổi chất thuộc hệ máu lạnh, vì thế chúng có thể sống rất lâu giữa hai lần có thức ăn — vì thế khi ăn, chúng có thể ăn một khối lượng thức ăn bằng một nửa khối lượng cơ thể mỗi lần.
Chúng có thể phát ra các âm thanh trong một khoảng rộng và có cơ quan thính giác tốt. Trên da của chúng có một loạt các giác quan mà con người vẫn chưa hiểu hết, giúp cho chúng có phản ứng kịp thời với các thay đổi trong áp lực nước.
Quai hàm của chúng có khả năng tạo ra một lực mạnh khi chúng bắt giữ con mồi. Miệng của chúng có tổng cộng 64 - 68 răng hình nón. Trên mỗi hàm có 5 răng cửa, 13 hay 14 răng trên mỗi bên của hàm trên, và 14 hay 15 răng trên mỗi bên của hàm dưới. Cá sấu mới sinh nhanh chóng mất đi mảnh da cứng trên đỉnh miệng của chúng (gọi là răng trứng, do chúng sử dụng cái này để phá vỡ vỏ trứng để chui ra khi mới sinh).

## Kích thước
Cá sấu sông Nin có thể dài tới 5 m (16 ft), ít khi thấy chúng dài tới 5,5 m (18 ft). Cá sấu trưởng thành nặng khoảng 225 kg (500 lb), và có một số cá thể có thể nặng tới 700 kg (1.500 lb). Giống như các loài cá sấu khác, chúng là lưỡng hình theo giới, với con đực thông thường to hơn con cái khoảng 30%, mặc dù khác biệt này là nhỏ hơn so với các loài cá sấu khác, chẳng hạn cá sấu nước mặn.
Người ta cũng thông báo là có các cá thể dài tới 7 m (23 ft) và lớn hơn, nhưng điều này bị nghi ngờ do người ta thường hay thổi phồng các số liệu tổng thể. Người ta vẫn chưa biết tại sao một số cá sấu sông Nin to lớn hơn các cá sấu sông Nin khác, nhưng có lẽ là do chúng có môi trường sống thích hợp hơn. Vì thế cá sấu sông Nin ngày nay trong hoang dã khó có thể phá vỡ các kỷ lục: trước khi diễn ra các cuộc săn bắt trên quy mô lớn trong những năm thập niên 1940 và 1950, các quần thể lớn hơn sinh sống ở các môi trường đầm đất lầy có thể to lớn hơn bây giờ.
Có một số chứng cứ cho thấy cá sấu sông Nin ưa thích khí hậu mát mẻ. Các cá sấu sông Nin ở miền nam châu Phi nhỏ hơn, và chỉ dài khoảng 4 m (13 ft). Cá sấu sông Nin lùn cũng tồn tại ở Mali và sa mạc Sahara, chúng chỉ dài từ 2 – 3 m (6,5 – 10 ft). Chúng suy giảm kích thước có lẽ là do không có môi trường sống lý tưởng, chứ không phải do di truyền.

## Trưởng thành và sinh sản
Con đực đạt đến độ tuổi trưởng thành sinh dục khi chúng dài khoảng 3 m (10 ft); trong khi con cái thì khi chúng dài 2 - 2,5 m (6,5 – 8 ft). Điều này diễn ra vào khoảng năm thứ 10 cho cả hai giới trong các điều kiện bình thường.
Trong mùa sinh sản, con đực hấp dẫn con cái bằng cách gầm rống, đập mõm của chúng xuống nước, phun nước ra từ mũi, và phát ra đủ mọi thứ tiếng động. Các con đực to lớn có xu hướng thắng thế hơn. Khi con cái bị hấp dẫn thì cặp cá sấu này cọ xát mặt bên dưới của quai hàm của chúng với nhau. Con cái đẻ trứng khoảng 2 tháng sau khi giao phối.
Việc làm ổ đẻ diễn ra trong tháng 11 hoặc tháng 12, là mùa khô ở miền bắc châu Phi, và là mùa mưa ở miền nam. Các chỗ ưa thích làm ổ là các bờ cát, bờ sông hay các chỗ khô ráo. Con cái đào lỗ cách bờ sông vài mét và sâu khoảng 50 cm (20 inch) và đẻ từ 25 đến 80 trứng. Số lượng trứng dao động theo từng quần thể, nhưng trung bình khoảng 50 quả. Các ổ trứng cá sấu có thể rất gần nhau.
Khi đẻ trứng xong, con cái phủ lấp trứng bằng cát và bảo vệ chúng khoảng 3 tháng của thời kỳ ấp trứng. Con đực thường nằm gần đó và cả hai sẵn sàng tấn công bất kể người hay động vật nào đến gần trứng của chúng. Con cái chỉ rời ổ khi chúng cần điều chỉnh thân nhiệt bằng cách ngâm mình rất nhanh xuống nước hay tìm chỗ có bóng râm. Mặc dù các ổ trứng được cha mẹ chúng bảo vệ kỹ lưỡng nhưng chúng vẫn bị con người hay các loài thằn lằn (các loài bò sát thuộc chi Varanus) hay các động vật khác lấy đi khi con mẹ tạm thời vắng mặt.
Trước khi chào đời con non bao giờ cũng phát ra các tiếng kêu nhỏ, đây là tín hiệu để con mẹ phá bỏ ổ. Cả hai con mẹ và cha có thể đưa trứng vào miệng và lăn chúng giữa lưỡi và vòm miệng trên của chúng để giúp con sơ sinh phá vỡ lớp vỏ trứng để chui ra. Sau khi chúng sinh ra, con mẹ sẽ dẫn chúng xuống nước hoặc đem chúng xuống trong miệng của mình.
Cá sấu sông Nin có sự xác định giới tính phụ thuộc nhiệt độ (TSD), có nghĩa là giới tính của con sơ sinh sẽ không phụ thuộc vào di truyền mà phụ thuộc vào nhiệt độ trung bình trong khoảng giữa của thời kỳ ấp trứng của chúng. Nếu nhiệt độ trong ổ là thấp hơn 31,7 °C (89,1 °F), hay cao trên 34,5 °C (94,1 °F), con non sinh ra sẽ là con cái. Con đực chỉ có thể sinh ra khi nhiệt độ nằm trong khoảng hẹp chỉ 2,8 độ (31,7 - 34,5).
Con non dài khoảng 30 cm (12 inch) khi mới sinh. Con mẹ sẽ bảo vệ chúng cho đến khi chúng được 2 năm tuổi, và nếu có nhiều ổ trứng trong cùng một khu vực, các con mẹ có thể tạo ra crèche. Trong thời gian này, các con mẹ có thể bảo vệ các con của mình bằng cách cho chúng vào trong miệng hoặc trong cổ họng. Vào cuối năm thứ hai, con non sẽ dài khoảng 1,2 m (4 ft), và sẽ dời bỏ khu vực ổ, tránh xa lãnh thổ của các con cá sấu già và lớn hơn.
Tuổi thọ của cá sấu sông Nin chưa được xác định rõ, nhưng các loài to lớn như cá sấu sông Nin thường sống lâu hơn và có tuổi thọ khoảng 70 năm.

## Thức ăn và thói quen ăn uống
Con sơ sinh ăn côn trùng và các loài động vật không xương sống nhỏ dưới nước, và nhanh chóng thích nghi với các thức ăn từ động vật lưỡng cư, bò sát và chim. Tuy nhiên, 70% thức ăn của cá sấu sông Nin là cá, mặc dù những con cá sấu lớn có khả năng ăn thịt gần như bất kỳ động vật có xương sống nào khi chúng đi uống nước, ngoại trừ chỉ có voi và hà mã trưởng thành. Chúng cũng ăn thịt ngựa vằn, hà mã non, trâu, linh dương như gnu (phát âm nu - các loài động vật thuộc chi Connochaetes, trông giống như bò), và thậm chí cả các động vật lớn thuộc họ Mèo và các con cá sấu khác.
Cá sấu sông Nin trưởng thành sử dụng thân hình và đuôi của chúng để dồn cá thành một bầy về phía bờ sông để ăn thịt chúng với những cú cắn ngang đầu chúng. Chúng cũng hợp tác để ngăn chặn cá di cư bằng cách tạo ra các cung tròn ngang trên sông. Những con cá sấu to lớn nhất được ăn đầu tiên.
Khả năng ngụy trang bằng cách ngâm mình dưới nước cùng với tốc độ cao trong những khoảng cách nhỏ giúp chúng có hiệu quả trong việc săn bắt các con mồi lớn. Chúng ngoạm các con mồi như thế bằng trong các hàm cực khỏe và kéo con mồi xuống nước, và cố gắng giữ con mồi ở đó cho đến khi chúng bị chết đuối vì ngạt thở. Chúng cũng sẽ ăn thịt các loài chết đã lâu, mặc dù chúng tránh không ăn thịt thối rữa. Các nhóm cá sấu sông Nin có thể bò hàng trăm mét xa nguồn nước để săn tìm thức ăn tươi sống.
Khi con mồi của chúng đã chết, chúng xé toạc và ăn từng tảng thịt to. Khi nhóm cá sấu sông Nin chia sẻ thức ăn, chúng sử dụng nhau như là đòn bẩy, cắn sâu vào cơ thể con mồi và sau đó vặn xoắn cơ thể chúng để tách ra những lớp thịt lớn. Chúng cũng có thể tạo ra đòn bẩy cần thiết bằng cách hãm con mồi ở dưới các tảng đá hay cành cây, trước khi cắn xé và vặn mình.
Cá sấu sông Nin còn nổi tiếng với quan hệ cộng sinh với một số loài chim như choi choi. Theo các báo cáo, cá sấu há miệng rộng và sau đó các con chim choi choi sẽ rỉa các miếng thịt nhỏ còn rắt trong răng của cá sấu. Điều này rất khó kiểm chứng, nó có lẽ không phải là quan hệ cộng sinh thực thụ.

## Khu vực sinh sống

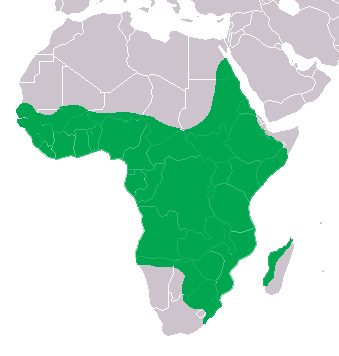
Phân bổ của C. niloticus

Khu vực sinh sống ưa thích của cá sấu sông Nin là dọc theo các con sông, trong các đầm lầy nước ngọt hoặc trong các hồ; trong một số trường hợp chúng sinh sôi ở các vùng nước lợ chẳng hạn dọc theo các cửa sông hay ở các vùng ngập lụt có đước mọc.
Chúng được tìm thấy ở các vùng của châu Phi về phía nam sa mạc Sahara, ở Madagascar và dọc theo lưu vực sông Nin. Theo dòng lịch sử thì chúng đã từng tồn tại trên quần đảo Comoros (nằm giữa Madagascar và Mozambique), nhưng ngày nay không còn. Gần đây thôi cá sấu sông Nin còn hiện diện ở Israel, Jordan và Algérie. Sự vắng mặt của chúng ở nhiều nơi được quy cho là do sự mở rộng của khí hậu khô cằn và tương ứng với nó là sự suy giảm của các vùng đất ẩm ướt. Người ta gần như không còn tìm thấy chúng ở vùng đồng bằng châu thổ sông Nin hay dọc theo các vùng ven bờ biển Địa Trung Hải. Khu vực sinh sống của chúng đã bị thu hẹp chỉ còn trong vùng sinh thái nhiệt đới châu Phi.

## Tình trạng môi trường
Từ những năm 1940 đến cuối thập niên 1960, cá sấu sông Nin đã bị săn bắn rất nhiều, chủ yếu để lấy da cá sấu có chất lượng cao được ưa thích trên thị trường hàng tiêu dùng bằng da, ngoài ra còn để lấy thịt và các chất làm thuốc chữa bệnh. Quần thể cá sấu sông Nin đã bị suy giảm mạnh và loài này gần như đối mặt với nguy cơ tuyệt chủng. Luật pháp các quốc gia trong khu vực cũng như các quy định của thương mại quốc tế đã giúp cho loài này hồi sinh ở nhiều khu vực và loài này trên tổng thể đã thoát khỏi họa diệt chủng.
Hiện nay, người ta ước tính còn khoảng từ 250.000 đến 500.000 cá thể còn sống trong tự nhiên. Cá sấu sông Nin cũng phân bổ rộng rãi với các quần thể đã được xác định ở nhiều quốc gia ở miền đông và nam châu Phi, chẳng hạn ở Ethiopia, Kenya và Zambia. Các chương trình chăn nuôi cá sấu để lấy da đã được thực hiện với kết quả tốt trong khu vực này và thậm chí các quốc gia có hạn ngạch cho xuất khẩu cũng dịch chuyển sang việc chăn nuôi cá sấu. Năm 1993, 80.000 cá sấu sông Nin đã được sử dụng để sản xuất da, chủ yếu từ chăn nuôi ở Zimbabwe và Nam Phi.
Tình trạng của cá sấu sông Nin ở miền tây và trung châu Phi là nguy ngập hơn, dù đây là 2/3 diện tích khu vực sinh trưởng của chúng. Quần thể cá sấu sông Nin ở đây thưa thớt hơn và vẫn chưa được khảo sát chính xác. Quần thể cá sấu sông Nin trong khu vực này có thể ít hơn vì điều kiện môi trường ít thuận lợi hơn cũng như do có sự cạnh tranh của các loài cá sấu khác cùng khu vực sinh sống như cá sấu mõm thon và cá sấu lùn, do vậy tình trạng tuyệt chủng có thể nguy cấp hơn so với các khu vực khác. Các yếu tổ bổ sung cho vấn đề này là sự suy giảm nghiêm trọng của các vùng đất ẩm ướt cũng như sự săn bắn của con người trong những năm thập niên 1970. Các chương trình khảo sát sinh thái và quản lý bổ sung là cần thiết cho vấn đề này.
Cá sấu sông Nin là động vật ăn thịt hàng đầu trong môi trường của chúng và chúng duy trì quần thể các loài khác chẳng hạn cá da trơn có râu (cũng là động vật ăn thịt có thể ăn thịt hết các loài cá khác), cũng như các loài chim. Cá sấu sông Nin còn ăn cả động vật đã chết, mà nếu không thì các xác chết này có thể gây ô nhiễm môi trường nước. Đe dọa chủ yếu đối với cá sấu sông Nin lại là con người. Trong khi việc săn bắn trộm không còn là vấn đề chính thì chúng lại bị đe dọa bởi ô nhiễm, săn bắn cũng như bị mắc vào các lưới đánh cá.
Phần lớn lý do săn bắn chúng nảy sinh từ tiếng tăm của chúng như những động vật ăn thịt người, điều này vẫn chưa lý giải được hoàn toàn. Không giống như các loài cá sấu "ăn thịt người" khác, chẳng hạn cá sấu nước mặn, cá sấu sông Nin sinh sống gần với các tụ điểm dân cư, vì thế sự va chạm với chúng cũng là thường xuyên. Tuy chưa có con số chính xác, nhưng cá sấu sông Nin có thể đã giết chết vài trăm người trong một năm, con số này lớn hơn so với tất cả các loài cá sấu khác cộng lại.
Tình trạng bảo tồn của cá sấu sông Nin theo sách đỏ năm 1996 của liên minh bảo tồn thế giới (IUCN) là "ít nguy cấp". Công ước về thương mại quốc tế các loài động, thực vật đang nguy cấp (CITES) liệt kê cá sấu sông Nin vào Phụ lục I (đe dọa tuyệt chủng) ở phần lớn các khu vực sinh sống của chúng cũng như vào Phụ lục II (không bị đe dọa, nhưng cần kiểm soát việc buôn bán) ở các khu vực còn lại, điều này hoặc là cho phép chăn nuôi hay thiết lập hạn ngạch hàng năm về sản lượng da thu hoạch từ cá sấu sống hoang dã.

## Thánh thần, xác ướp và bùa chú

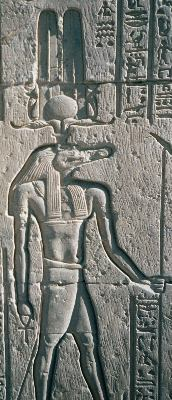
Sobek ở đền thờ Kom-Ombo

Những người Ai Cập cổ đại tôn thờ Sobek, một vị thần liên quan đến độ màu mỡ của đất đai, bảo vệ và sức mạnh của Pharaôn (vua Ai Cập). Họ có quan hệ nước đôi với Sobek, giống như họ đối xử với cá sấu sông Nin; đôi khi họ săn bắt cá sấu sông Nin và chửi rủa Sobek, nhưng đôi khi họ lại coi ông như là người bảo vệ và là nguồn sức mạnh của Pharaôn.
Sobek được mô tả như một con cá sấu, cũng như là một con cá sấu đã ướp xác, hoặc như là một người với đầu là đầu cá sấu. Trung tâm thờ cúng ông là thành phố Arsinoe của Ai Cập cổ đại (khoảng từ năm 1986 TCN đến năm 1633 TCN) ở ốc đảo Faiyum (hiện nay là El Faiyûm), được người Hy Lạp cổ đại biết đến như là "Crocodopolis". Một đền thờ lớn của Sobek khác ở Kom-Ombo và các đền thờ khác nằm rải rác khắp nước này.
Theo Herodotus (thế kỷ 5 TCN), một số người Ai Cập cổ đại giam hãm cá sấu như là con vật nuôi. Trong đền thờ Sobek ở Arsinoe, cá sấu được nuôi giữ trong ao của đền thờ, chúng được cho ăn, được trang sức và thờ cúng. Khi các con cá sấu chết, chúng được tẩm chất thơm và ướp xác cũng như đặt vào trong quan tài đá, và sau đó được hỏa thiêu trong hầm mộ thánh thần. Rất nhiều xác ướp cá sấu đã được tìm thấy trong các hầm mộ Ai Cập, thậm chí còn tìm thấy cả trứng cá sấu.
Bùa chú được sử dụng ở Ai Cập cổ đại bằng các xác ướp cá sấu thậm chí cả những ngư dân Nubia cận đại cũng nhồi xác các con cá sấu và đặt ở cửa ra vào để phòng ma quỷ.
Cá sấu đôi khi cũng được gắn liền với Sutekh (tên khác: Set, Setesh), vị thần của ma quỷ.

## Truyện viễn tưởng
Cá sấu cũng xuất hiện trong các phim ảnh và truyện kinh dị. Ví dụ, một kẻ xấu trong phim loại B Crocodile (sản xuất năm 2000) là một con cá sấu sông Nin 100 năm tuổi dài 9 m (30 ft) được gọi là "Flat Dog" (con chó bẹp), chuyên môn ăn thịt những đứa trẻ từ 13 đến 19 tuổi (tuổi teen).
Trong thế giới viễn tưởng Discworld, được mô tả trong sách của Terry Pratchett, một trong những vị thần của Discworld là Offler là vị thần cá sấu. Ông được thờ cúng chủ yếu ở Klatch và các quốc gia nóng bức khác gần các con sông lớn.

## Tên gọi khác
Cá sấu sông Nin được gọi là Mamba ở Swahili, Garwe ở Shona, Ngwenya ở Ndebele và Olom ở Nubia.
tên gọi khoa học Crocodylus niloticus có nguồn gốc từ tiếng Hy Lạp kroko ("đá cuội"), deilos ("bọ", hay "người"), để chỉ tới lớp da sần sùi của chúng; và niloticus, có nghĩa là "từ sông Nin".

## Phân loại
Cá sấu là các archosaur; được hình thành sớm từ sự chia tách ra khỏi phần còn lại của lớp bò sát khoảng 230 triệu năm trước đây, trong thời kỳ của kỷ Triassic. Họ hàng gần nhất của chúng còn tồn tại đến ngày nay là hậu duệ duy nhất còn sống sót của archosaur: chim. Giống như chim, chúng có mề và tim 4 ngăn. Không giống như chim, (là hậu duệ của khủng long (dinosaur)), hình dạng cơ thể cơ bản của cá sấu thay đổi rất ít theo thời gian
Crocodylus niloticus sinh sống trong một khu vực rộng lớn và vì thế có nhiều khác biệt giữa các quần thể của loài này. Tuy nhiên, không có phân loài chính thức, mặc dù có ít nhất 7 phân loài đã được đưa ra. Đó là:
- C. n. africanus: Cá sấu sông Nin ở Đông Phi
- C. n. chamses: Cá sấu sông Nin ở Tây Phi
- C. n. corviei: Cá sấu sông Nin ở Nam Phi
- C. n. madagascariensis: Cá sấu sông Nin ở Malagasy, cá sấu alligator Malagasy, hay Croco Mada
- C. n. niloticus: cá sấu sông Nin ở Ethiopia
- C. n. pauciscutatus: cá sấu sông Nin ở Kenya, cá sấu alligator Kenya hay cá sấu caiman Kenya
- C. n. suchus: cá sấu sông Nin ở Trung Phi

## Hình ảnh

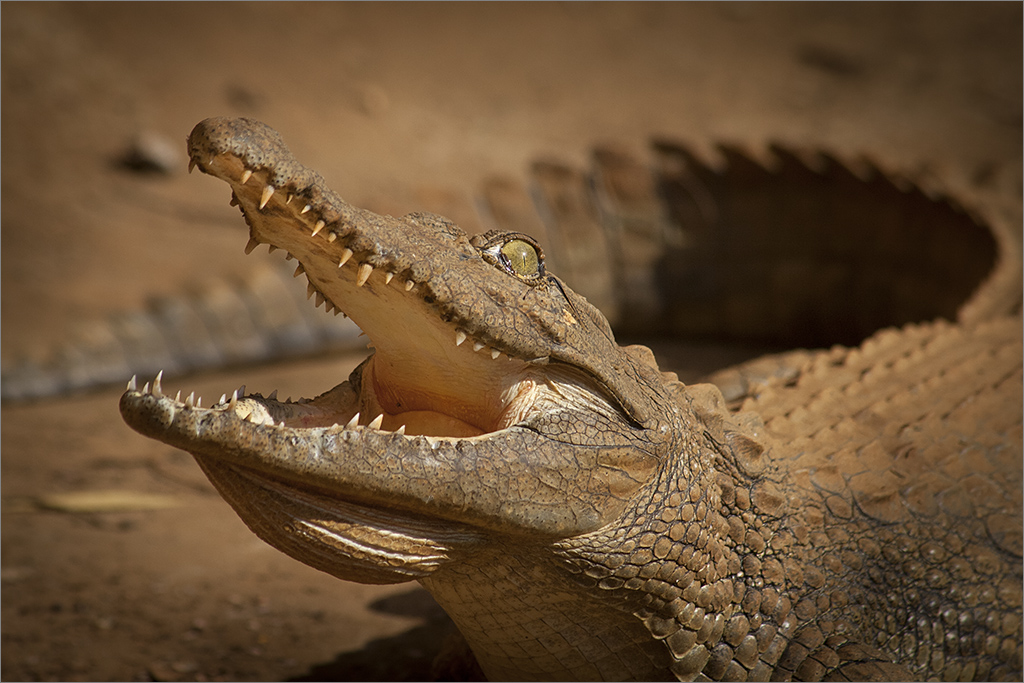
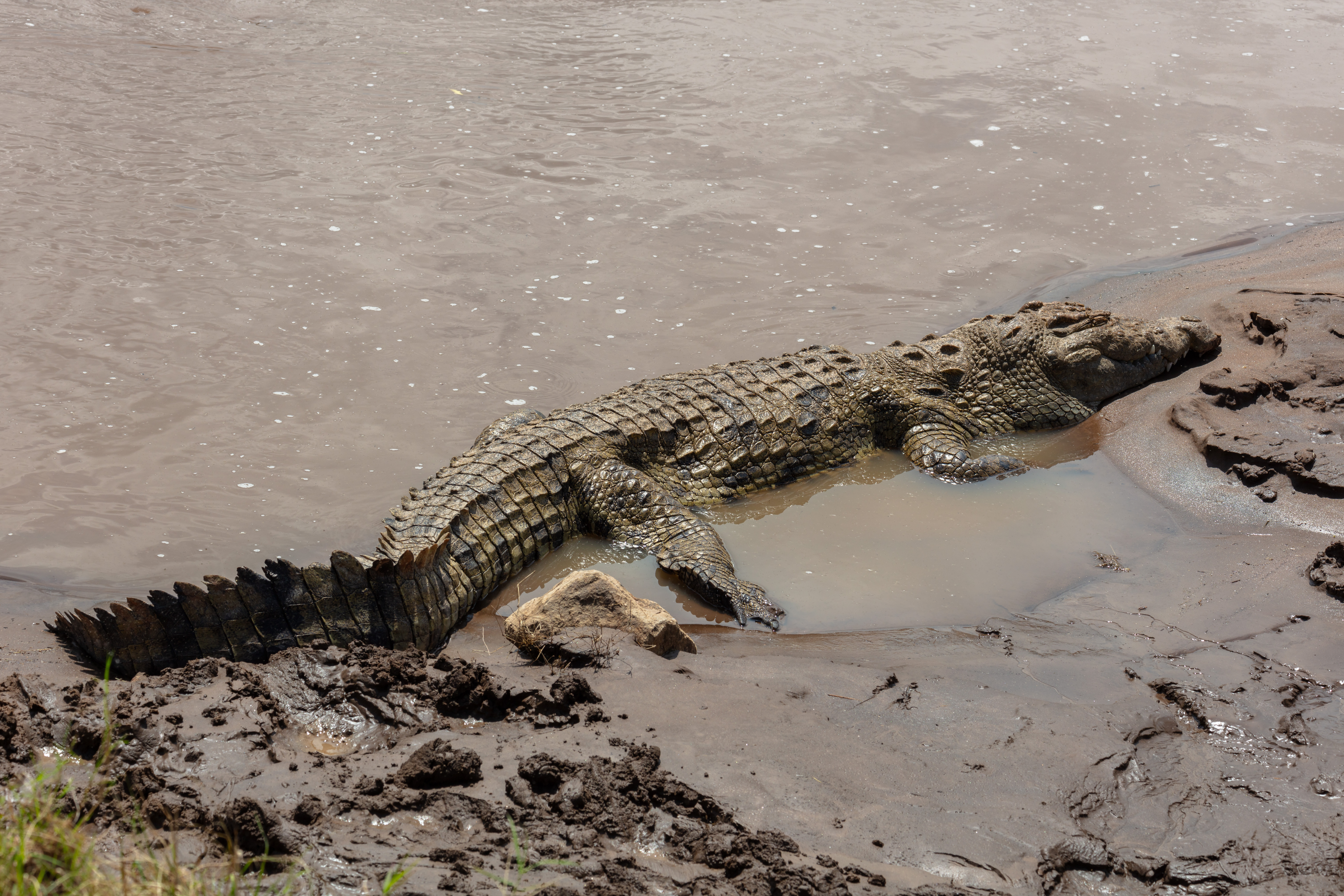
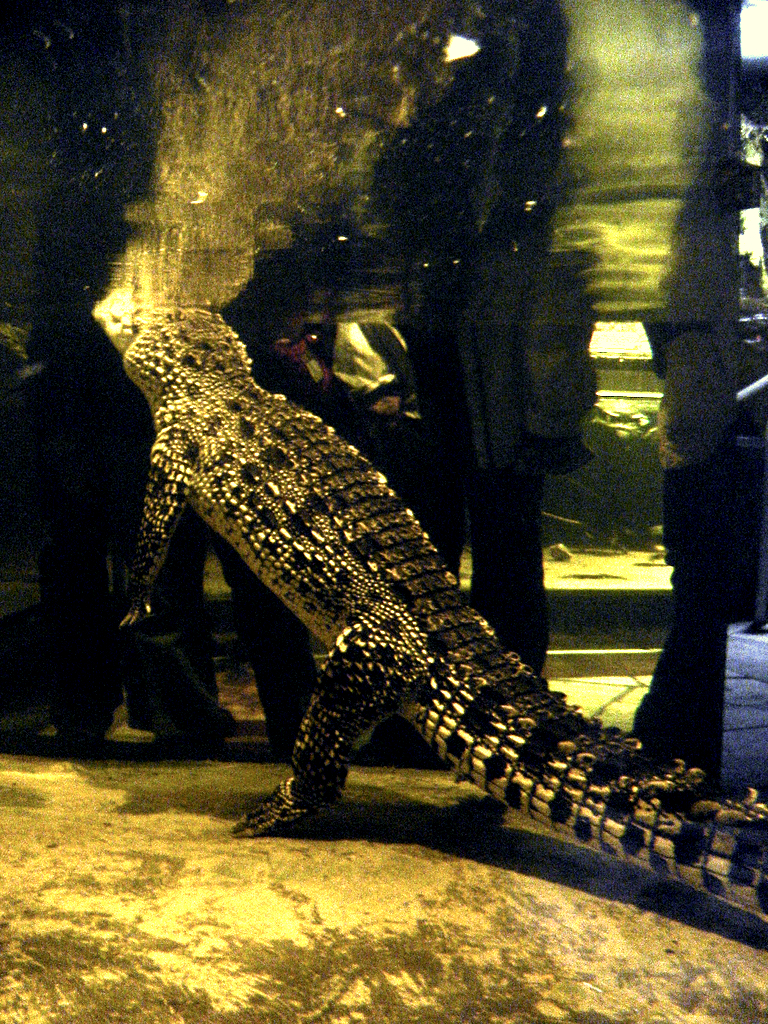
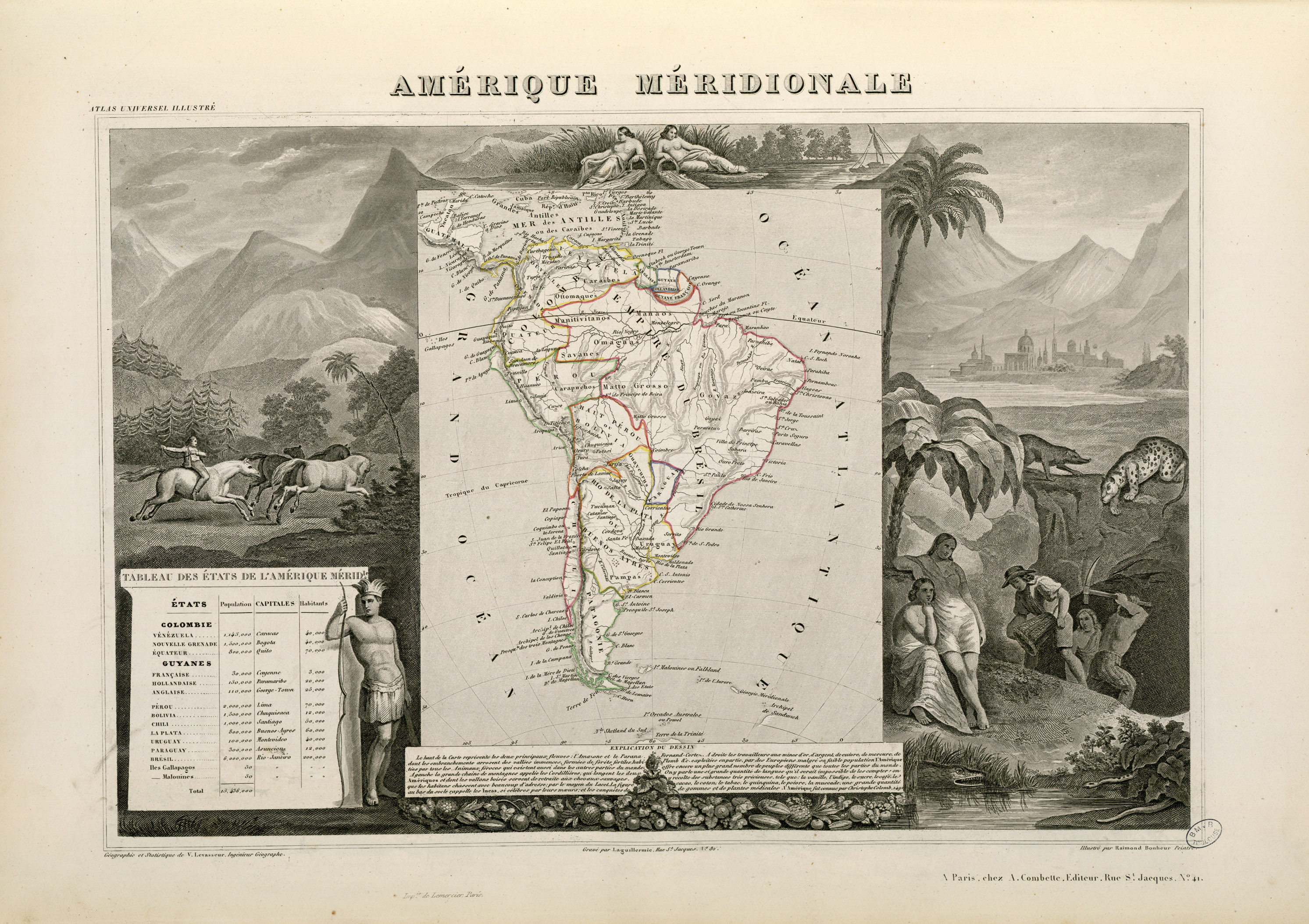
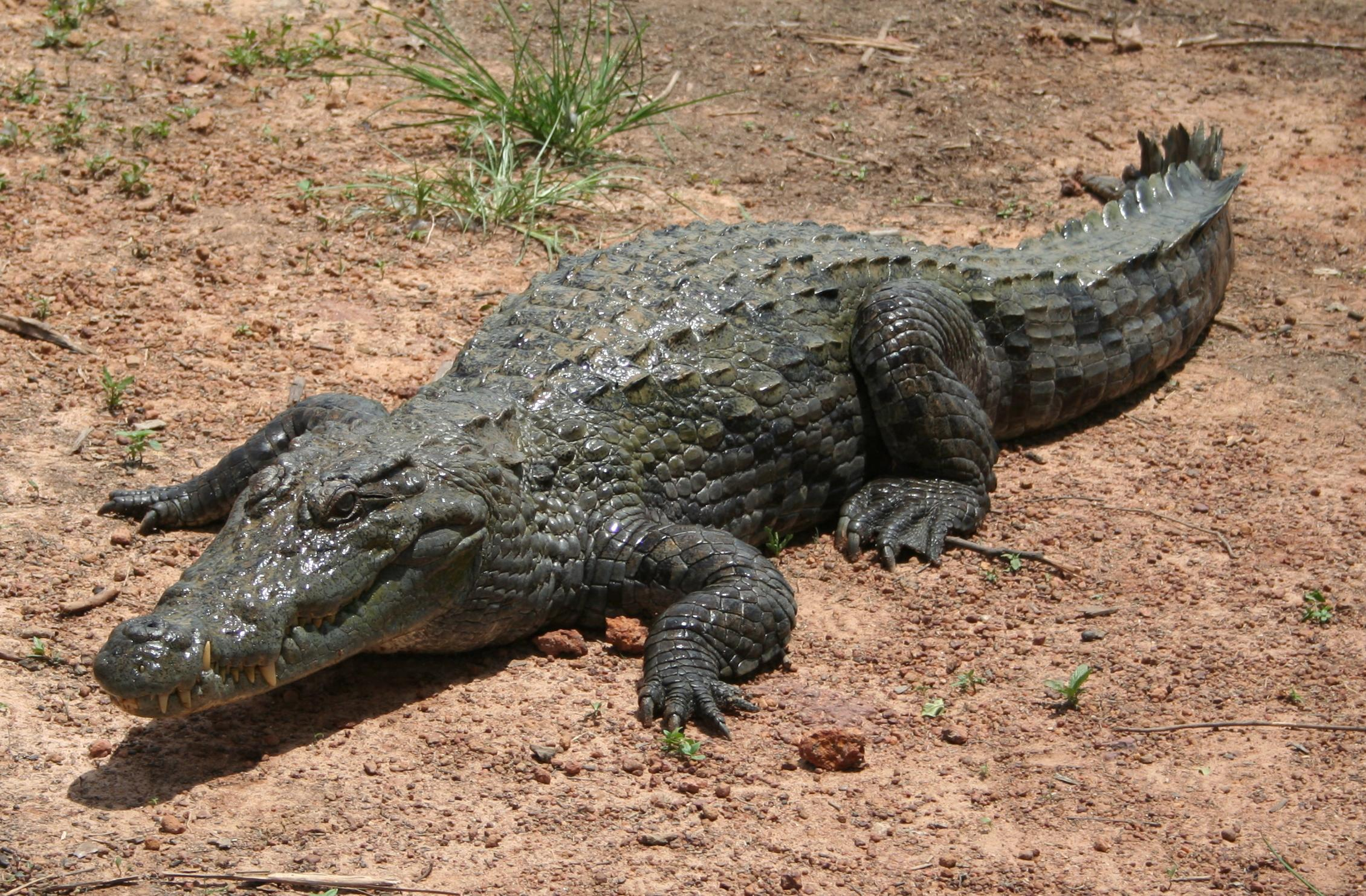
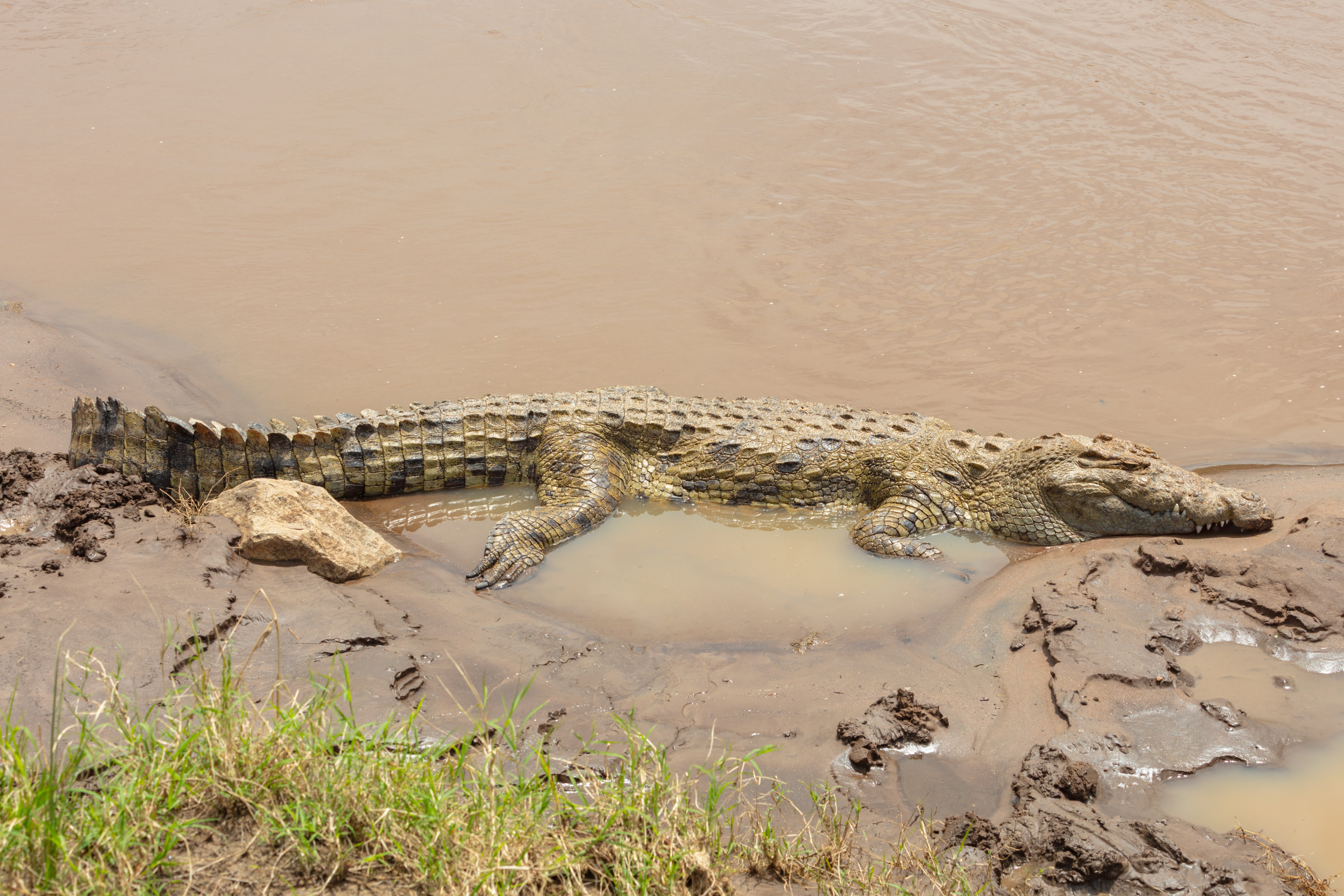
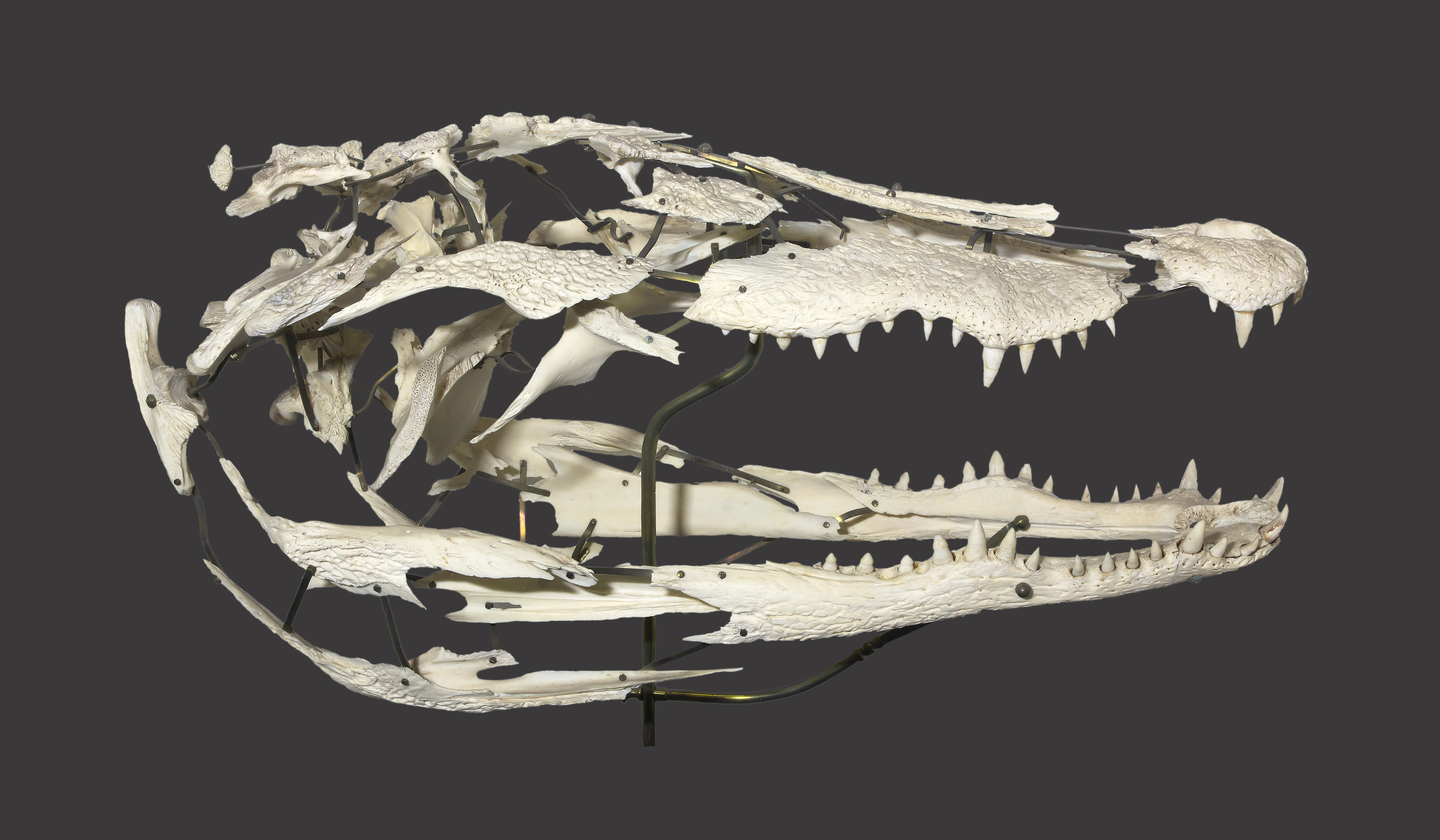
skull
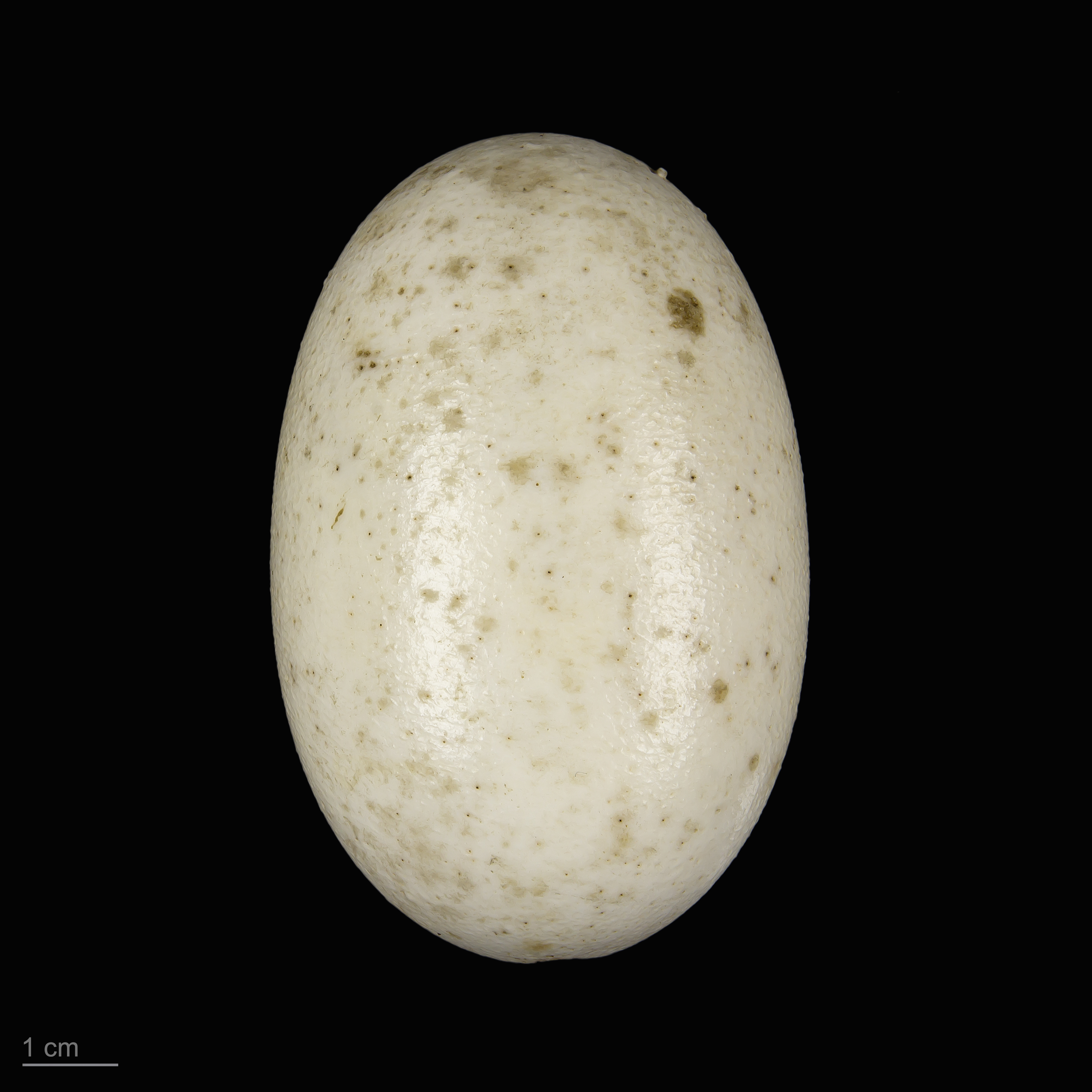
egg